# Geosesarma thelxinoe
Geosesarma thelxinoe is een krabbensoort uit de familie van de Sesarmidae. De wetenschappelijke naam van de soort is voor het eerst geldig gepubliceerd in 1908 door De Man.